# Phil Foglio
 (mai 2022).
Si vous disposez d'ouvrages ou d'articles de référence ou si vous connaissez des sites web de qualité traitant du thème abordé ici, merci de compléter l'article en donnant les références utiles à sa vérifiabilité et en les liant à la section « Notes et références ».
Phil Foglio est un dessinateur américain né en 1956. Il est surtout connu pour ses bandes dessinées de science-fiction et de fantasy comiques.

## Biographie
Foglio a suivi des études à l'université DePaul de Chicago. Il y faisait partie du club de science-fiction et participait au fanzine de ce club, le Effern Essef. Après avoir vécu dans le campus de DePaul quelques années, il a déménagé vers le quartier Rogers Park de Chicago où il accueillait des rencontres de fans de science-fiction toutes les semaines.
Foglio a remporté deux prix Hugo dans la catégorie Meilleur artiste amateur, en 1977 et 1978. Dans les années 1980, il a écrit et illustré la bande dessinée comique What's New? dans le magazine américain Dragon, de TSR. Cette BD était une satire du monde des jeux de rôle, et a permis à Foglio de se faire connaître de la communauté rôliste anglo-saxonne. La BD était présente dans le magazine tous les mois pendant trois ans.
Phil a aussi dessiné les premiers daemons d'Unix pour une série limitée de tee-shirts en 1979. À peu près à la même époque, il a commencé à illustrer la série de romans médiévaux-fantastiques MythAdventures, de Robert Asprin, et continue à illustrer ses nouveaux romans quand ils sortent en format poche.
Au début des années 1980, il a fondé un éditeur de comics indépendant nommé ffantasy ffactory, avec l'auteur/dessinateur de science-fiction Freff et la relectrice de SF Melissa Ann Singer. Cependant, Phil et Freff n'ont écrit et dessiné qu'un seul tome d'une série historico-SF appelée D'Arc Tangent avant de mettre fin à leur collaboration en 1984.
Ensuite, Phil a adapté le premier volume des séries MythAdventures, Another Fine Myth, sous la forme d'une série de huit tomes de bandes dessinées éditées par WaRP Graphics. Ceci l'a mené à plusieurs autres travaux dans les comics, y compris des travaux pour DC Comics, Marvel Comics, et First Comics, en même temps que ses propres travaux comme Buck Godot.
Dans les années 1990, il a rencontré et épousé sa femme Kaja. Le couple a fait des illustrations pour le jeu de cartes à collectionner Magic : L'Assemblée de Wizards of the Coast et ressuscité What's New? pour le magazine Duelist du même éditeur. Foglio a aussi été le cofondateur de Palliard Press et publié d'autres livres de comics, y compris une nouvelle série de Buck Godot et la série érotico-comique de bandes dessinées de science-fiction XXXenophile. En 1991, il a repris le temps d'une mini-série Angel and the Ape pour DC Comics.
Les Foglios ont plus tard fondé le Studio Foglio et commencé à créer leur série de rétro-fantasy steampunk Girl Genius. En 2005, le couple est devenu les premiers créateurs de bande dessinée à déclarer qu'ils abandonnaient la publication de comics périodiques sur papier pour mettre Girl Genius en ligne sous la forme d'un webcomic gratuit.
Phil Foglio a un rôle récurrent de maître de cérémonie dans les concours de cosplay de la convention Comic-Con International.

## Prix
- 2009 : prix Hugo de la meilleure histoire graphique pour Girl Genius, vol. 8 (avec Kaja Foglio)
- 2010 : prix Hugo de la meilleure histoire graphique pour Girl Genius, vol. 9 (avec Kaja Foglio)
- 2011 : prix Hugo de la meilleure histoire graphique pour Girl Genius, vol. 10 (avec Kaja Foglio)